# 唐家湾水库
唐家湾水库是中国山西省忻州市五台县台城镇境内的一座水库，位于滤泗河上，建于1977年。水库正常库容为980万立方米，集雨面积为160平方千米，海拔为1025.9米。